# Francis Moore
Francis Moore (Worcester, 1708-fallecido en 1756 o después) fue un escritor de viajes británico famoso por su obra Travels into the Inland Parts of Africa, de 1738. El abolicionista Thomas Clarkson atribuyó su compromiso con la causa antiesclavista a la lectura de los pocos expertos en África de la época, incluido Moore. 

## Biografía

### Primeros años
Se conocen pocos detalles sobre sus primeros años de vida, solamente que fue bautizado en Worcester el 11 de julio de 1708, y que fue hijo de William Moore y su esposa, Elizabeth. 

### Estancia en África

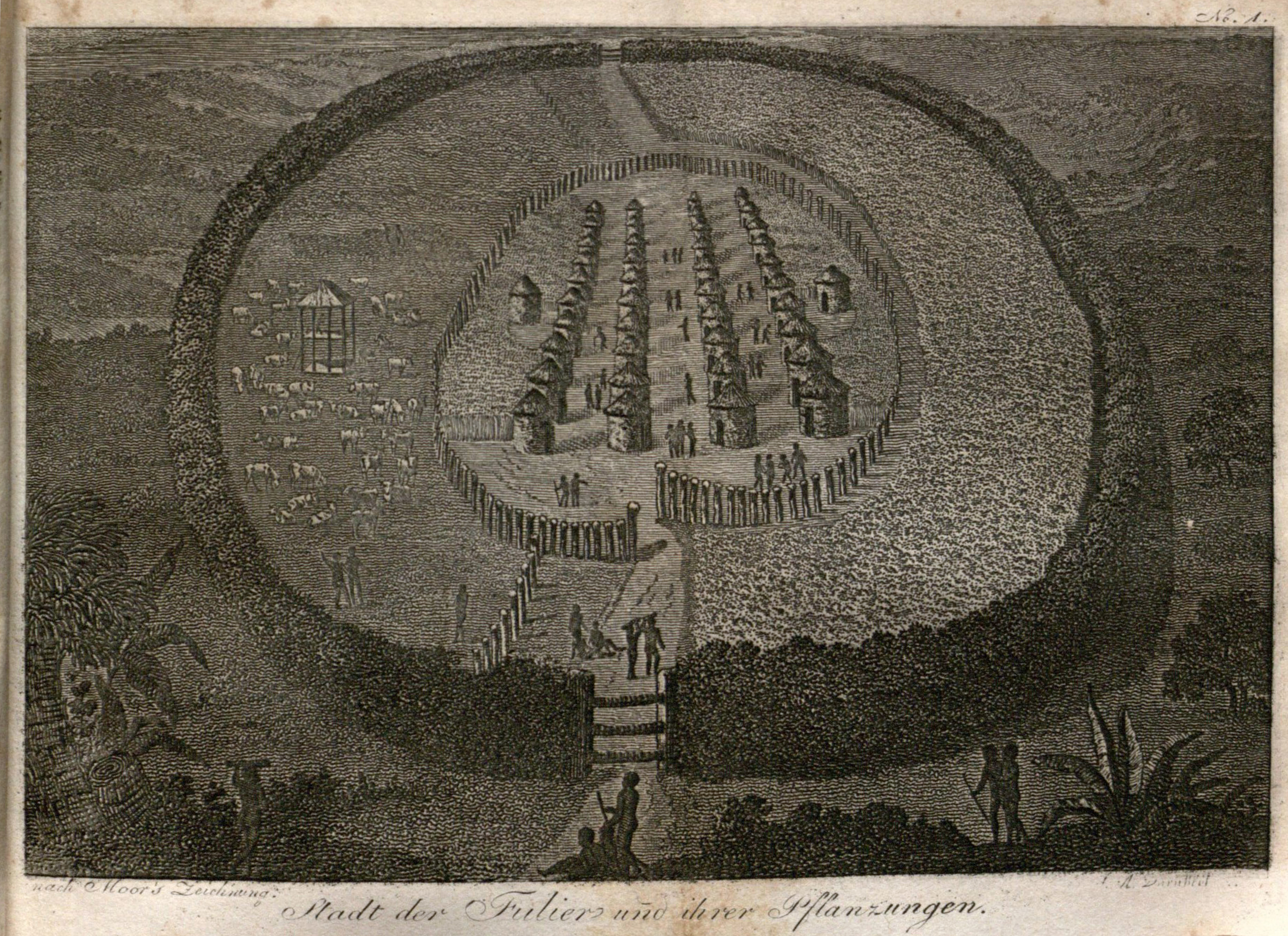
Pueblo fula y sus productos agrícolas (autor desconocido, a partir de las descripciones de Francis Moore)

En 1730, Moore fue contratado como oficinista por la Royal African Company y navegó en julio de ese año hacia el puerto que esta compañía tenía en el río Gambia. Abandonó la región en abril de 1735, después de haber trabajado también como agente comercial de la compañía.
Moore fue uno de los primeros ingleses en viajar al interior de África, visitando numerosas ciudades y puestos comerciales a lo largo del río Gambia, desde su desembocadura hasta las tierras altas de Guinea, cientos de kilómetros tierra adentro.
Las observaciones de Moore fueron publicadas como Travels Into the Inland Parts of Africa, donde describe con gran detalle la geografía física y cultural de la región antes de la intensificación del comercio atlántico de esclavos y la consiguiente despoblación y desintegración económica del territorio. Extractos de su libro se publicaron en varios volúmenes posteriores sobre la exploración y el comercio de esclavos, como The World Displayed, de Samuel Johnson.
Moore relató en su libro la historia de Job ben Solomon, también conocido como Ayuba Suleiman Diallo. Job era un aristócrata africano capturado por esclavistas en 1730. Estuvo esclavizado en Maryland hasta 1733, cuando fue enviado a Inglaterra después de que James Oglethorpe recibiera una carta suya y comprara su libertad. Finalmente, Job pudo regresar a Gambia, donde se reencontró con Moore. 

## Estancia en América
Moore zarpó hacia la provincia de Georgia en noviembre de 1735, con James Oglethorpe y más de doscientos colonos. Fue un viaje de regreso para Oglethorpe, quien había fundado la colonia en febrero de 1733. Moore sirvió como secretario de Oglethorpe y permaneció en la colonia hasta 1743.
Las observaciones de Moore en la colonia se publicaron bajo el título A Voyage to Georgia. El relato de Moore no dice nada sobre la emergente postura antiesclavista de Oglethorpe. Sin embargo, parece probable que los dos hombres discutieran extensamente sobre África y la trata de esclavos, y esto puede haber influido en las opiniones de Oglethorpe.

## Obras
- Moore, F. (1738): Travels Into the Inland Parts of Africa: Containing a Description of the Several Nations for the Space of Six Hundred Miles Up the River Gambia.
- Moore, F. (1744): A Voyage to Georgia: Begun in the Year 1735. Containing, an Account of the Settling the Town of Frederica.